# Caposquadra
Il caposquadra era un grado della Milizia Volontaria per la Sicurezza Nazionale, corrispondente al sergente del Regio Esercito, della Regia Marina e della Regia Aeronautica e al vicebrigadiere dell'Arma dei Carabinieri.
Il grado era superiore a vicecaposquadra e inferiore a primo caposquadra.

Distintivo di grado per caposquadra

Nel 1944, a seguito della proclamazione della Repubblica Sociale Italiana, il Partito Fascista Repubblicano (P.F.R.) si trasformò in organismo di tipo militare costituendo il "Corpo Ausiliario delle Squadre d'Azione delle Camicie Nere" (D. Lgs. n. 446/1944-XXII della R.S.I.), organizzato su base provinciale nelle Brigate Nere, i cui componenti erano identificati formalmente con il termine "camicie nere".
Nella fase iniziale, nelle Brigate nere, non esistevano gradi in senso stretto, ma delle semplici cordelline indossate attorno alla spalla destra come indicatori temporanei di funzione di comando, legati al ruolo rivestito nell'operazione in corso, secondo il seguente schema:
 Comandante di Brigata
 Comandante di Battaglione o Vice-Comandante di Brigata
 Comandante di Compagnia
 Comandante di Plotone
 Comandante di Squadra
A partire dal gennaio 1945, il sistema di gradi funzionali venne abbandonato e vennero istituiti gradi permanenti, analoghi a quelli della Guardia Nazionale Repubblicana e la denominazione del grado di Comandante di Squadra divenne vicebrigadiere, corrispondente al sergente dell'Esercito, della Marina e dell'Aeronautica Nazionale Repubblicana, mentre il corrispondente del Servizio Ausiliario Femminile era vicecaponucleo.